# Gammaherpesvirinae
Gammaherpesvirinae è una sottofamiglia di virus della famiglia Herpesviridae. Fa parte di questa categoria il virus di Epstein-Barr e l'herpesvirus umano 8 (HHV-8). 
Per quanto riguarda la latenza sono linfotropici.